# Грачи прилетели (проект Полисского)
«Грачи́ прилете́ли» — совместный лэнд-артовский проект Николая Полисского и Никола-Ленивецких промыслов в рамках фестиваля «Архстояние» 2008 года в деревне Никола-Ленивец на территории нынешнего Парка «Никола-Ленивец». Парафраз знаменитой картины Алексея Саврасова «Грачи прилетели» 1871 года.